# Еріх Ліндер
Еріх Ліндер (Львів, 4 липня 1924 — Мілан, 22 березня 1983) — австрійський літературний агент, що працював в Італії. Серед найавторитетніших і найвпливовіших постатей європейського видавництва він представляв таких авторів як: Езра Паунд, Томас Манн, Джеймс Джойс, Франц Кафка, Філіп Рот та багатьох інших.

## Біографія
Він народився у Львові, в родині батька-румуна та матері-полячки, обидва євреї — ашкеназі. Пологи на території Польщі насправді відбулися випадково: батьки були в гостях у родичів. Насправді сім'я проживала у Відні, і Ліндер протягом усього життя зберіг австрійське громадянство. Проте під час його дитинства родина Ліндерів переїхала до Італії, спочатку до Трієста, а потім, з 1934 року, до Мілана, де Еріх відвідував єврейську школу на Віа Еупілі.
На диво, її успішна видавнича кар'єра почалася невдовзі після прийняття расових законів: у 1939 році, їй було всього п'ятнадцять, вона почала допомагати секретарці Арнольдо Мондадорі Матильді Фінці, яка працювала вдома, оскільки вона також була ізраїльтянкою. Пізніше він почав співпрацювати з видавцем Кортічеллі, під час відвідування Міжнародного літературного агентства (ALI), заснованого в 1898 році Аугусто Фоа, у пошуках книг для перекладу з німецької.
У цьому середовищі він зустрів Лучано Фоа, сина Аугусто, який хотів, щоб він став редактором видання Адріано Оліветті Nuove Edizioni Ivrea . У цей період він познайомився з іншими співробітниками видавництва, серед яких Роберто Базлен, Джорджіо Фуа, Умберто Кампаньоло та Чезаре Мусатті. Саме останній надав йому фальшиві документи, щоб приховати своє походження, змінивши акцент прізвища з Ліндер на Ліндер і оголосивши його венеціанським. Після 8 вересня 1943 р. він намагався сховатися в Швейцарії, але був відмовлений прикордонниками; тому він вирішив поїхати до Флоренції, де, за рекомендацією Рануччо Бьянкі Бандінеллі, працював перекладачем для німців, не дозволяючи розкрити його особу. У 1944 році, після звільнення Риму, він негайно переїхав до столиці, де співпрацював з радіо 5-ї армії.
Після війни поступив на факультет мистецтв, не закінчивши навчання. Потім він співпрацював з Edizioni di Comunità Адріано Оліветті, а потім з видавництвом Bompiani, а потім обійняв посаду голови Міжнародного літературного агентства (1951). Під керівництвом Еріха Ліндера Міжнародне літературне агентство стало одним із найважливіших літературних агентств у світі і, можливо, найважливішим у Європі. Еріх Ліндер також заснував філії у Франції та Швейцарії, які пізніше стали незалежними після смерті Ліндера.
Він одружився з Маріеллою Віллароель (Катанія 1923 — Цюрих 1979), дочкою поета Джузеппе Віллароель. Після смерті Ліндера в 1983 році від серцевого нападу Міжнародне літературне агентство вперше очолив його син Денніс, який, у свою чергу, продав свою частку Донателлі Барб'єрі (сестрі Тіціано Барб'єрі, видавця в Мілані) у 1988 році. Влітку 2008 року контрольний пакет акцій Агентства, у свою чергу, був проданий К'ярі Боролі (з родини, до якої належить видавництво De Agostini).
Як писав автор агентства Джордано Бруно Геррі, «великою заслугою Ліндера було те, що він мав три голови, як Цербер: голову автора, голову видавця та читача, і що він знав як їх використовувати, час від часу, разом чи окремо, чудовий монстр. Дуже допитливий до всього, уважний до всього, його суха розмова охопила будь-яке поле, з запаморочливими спалахами іронії та гумору, а його причини непохитно спиралися на непорушні стовпи: справедливість, реалізм, підготовка, раціональність».